# Ersen Martin
Ersen Martin (Marktredwitz, 23 de mayo de 1979-Izmir, 19 de marzo de 2024) fue un futbolista turco de origen alemán. Jugaba de delantero centro y su último equipo fue el Eyüpspor, de tercera división turca.

## Selección nacional
Ha sido internacional con la Selección de fútbol de Turquía, con la que fue convocado por primera vez en 2005. Anteriormente ya había jugado en las selecciones sub-19 y sub-21.

## Club juvenil
| Club            | País     | Año       |
| --------------- | -------- | --------- |
| FC Nuremberg II | Alemania | 1996-1998 |

## Clubes
| Club                       | País     | Año        |
| -------------------------- | -------- | ---------- |
| FC Nuremberg               | Alemania | 1998-1999  |
| Beşiktaş                   | Turquía  | 1999-2000  |
| Siirtspor                  | Turquía  | 2000-2001  |
| Göztepe A.Ş.               | Turquía  | 2001-2002  |
| Denizlispor                | Turquía  | 2002-2005  |
| Ankaraspor                 | Turquía  | 2005-2006  |
| Trabzonspor                | Turquía  | 2006-2007  |
| Recreativo de Huelva       | España   | 2007- 2009 |
| Sivasspor                  | Turquía  | 2009       |
| Manisaspor                 | Turquía  | 2010-2012  |
| Gençlerbirliği Spor Kulübü | Turquía  | 2012       |
| Eyüpspor                   | Turquía  | 2012-2013  |

## Selección nacional
| Club           | Año       |
| -------------- | --------- |
| Turquía Sub-19 | 1997-1999 |
| Turquía Sub-21 | 1999-2001 |
| Turquía        | 2004-2006 |